# 牧場の朝
牧場の朝（まきばのあさ）は、日本の文部省唱歌の一つ。作詞者は定説として杉村楚人冠、作曲は船橋栄吉。初出は1932年12月「新訂尋常小学唱歌（四）」。以後長く歌い継がれ、平成-令和期においても小学校学習指導要領において第4学年の歌唱共通教材として採用されている。
曲の舞台は、福島県岩瀬郡鏡石町にある岩瀬牧場とされている（ただし異論もある - 後述）。同町では、本曲を町歌に相当する「町のシンボルソング」と定めている。
1968年には、NHKの『みんなのうた』で紹介された。
2006年（平成18年）に文化庁と日本PTA全国協議会が「日本の歌百選」に選定した。
船橋の眠る兵庫県明石市・善楽寺には本曲の歌碑が建っている。

## 歌詞
- 1番

ただ一面に立ちこめた　牧場の朝の霧の海　ポプラ並木のうっすりと　黒い底から　勇ましく　鐘が鳴る鳴る　かんかんと
- 2番

もう起き出した小舎小舎の　あたりに高い人の声　霧に包まれ　あちこちに　動く羊の幾群の　鈴が鳴る鳴る　りんりんと
- 3番

今さし昇る日の影に　夢からさめた森や山　あかい光に染められた　遠い野末に　牧童の　笛が鳴る鳴る　ぴいぴいと

## 曲の舞台・作詞者についての異論
上述のとおり、曲の舞台は福島県の岩瀬牧場、作詞者は杉村楚人冠であるとされる。その根拠は、楚人冠が明治43年12月に東京朝日新聞に寄稿した記事に岩瀬牧場の情景を描写した紀行文があったことである。この説が最もよく知られており、定説となっているが、異論もある。
杉村楚人冠の息子、武は、生前、「牧場の朝」は楚人冠の作品ではないと繰り返し主張した。その主な根拠は「かんかん」「りんりん」「ぴいぴい」といったオノマトペの使用に違和感があるというものであった。
また、曲の舞台は北海道の牧場という説もある。
唱歌･童謡の研究者である池田小百合は、歌詞に使われている言葉やリズム、情景が、『新訂尋常小学唱歌（二）』に収載されている井上赳作詞の「ポプラ」と類似していることから、「牧場の朝」も井上が作詞した可能性を指摘している。

## 『みんなのうた』での放送
『みんなのうた』では1968年6月 - 7月に紹介された。作詞は「文部省唱歌」名義とされ、作曲も「舟橋栄吉」名義とされている。歌は東京少年少女合唱隊で、映像は花之内雅吉製作のアニメーションである。長らく再放送はされていなかったが、「みんなのうた発掘プロジェクト」により音声が提供され、2021年7月に53年ぶりにラジオで再放送された。

## 駅メロディとしての使用
永楽電気が、本曲をアレンジしたメロディを東日本旅客鉄道（JR東日本）に発車メロディとして提供している。現在では久喜駅で使用されている。以前は浦和駅や黒磯駅、北小金駅、赤羽駅、箱根ケ崎駅でも使われていた。
また、京王電鉄でもかつて上り線の接近メロディとして、同じく永楽電気が提供したアレンジを使用していたが、2011年までに放送機器が更新され消滅した。